# Чеслатта 1
Чеслатта 1 (англ. Cheslatta 1) — індіанська резервація в Канаді, у провінції Британська Колумбія, у межах регіонального округу Балклі-Нечако.

## Населення
За даними перепису 2016 року, індіанська резервація нараховувала 84 особи. Середня густина населення становила 7,7 осіб/км².
З офіційних мов обидвома одночасно володіли 5 жителів, тільки англійською — 85. Усього 15 осіб вважали рідною мовою не одну з офіційних, з них усі — одну з корінних мов.
Працездатне населення становило 30,8% усього населення, рівень безробіття — 50%.

## Клімат
Середня річна температура становить 2,6°C, середня максимальна – 17,4°C, а середня мінімальна – -16°C. Середня річна кількість опадів – 517 мм.
| Клімат поселення                              | Клімат поселення | Клімат поселення | Клімат поселення | Клімат поселення | Клімат поселення | Клімат поселення | Клімат поселення | Клімат поселення | Клімат поселення | Клімат поселення | Клімат поселення | Клімат поселення | Клімат поселення |
| Показник                                      | Січ.             | Лют.             | Бер.             | Квіт.            | Трав.            | Черв.            | Лип.             | Серп.            | Вер.             | Жовт.            | Лист.            | Груд.            |                  |
| Середній максимум, °C                         | −3,24            | −0,38            | 4,27             | 9,18             | 13,84            | 17,40            | 16,98            | 16,86            | 12,57            | 7,25             | 0,46             | −4,17            |                  |
| Середня температура, °C                       | −9,61            | −6,76            | −2,12            | 2,79             | 7,46             | 11,01            | 13,40            | 13,28            | 8,99             | 3,67             | −3,14            | −7,76            |                  |
| Середній мінімум, °C                          | −16              | −13,14           | −8,48            | −3,6             | 1,08             | 4,63             | 9,82             | 9,70             | 5,42             | 0,10             | −6,72            | −11,32           |                  |
| Норма опадів, мм                              | 47               | 29               | 29               | 19               | 40               | 57               | 53               | 43               | 43               | 52               | 54               | 51               |                  |
| Середньомісячна швидкість вітру, м/с          | 1.71             | 1.76             | 1.95             | 2.15             | 2.16             | 2.16             | 2.06             | 1.86             | 1.77             | 1.87             | 1.87             | 1.68             |                  |
| Середньомісячна сонячна радіація, кДж/м²·день | 2387             | 4958             | 9698             | 14627            | 18193            | 19793            | 19459            | 16357            | 11013            | 5773             | 2682             | 1718             |                  |
| --------------------------------------------- | ---------------- | ---------------- | ---------------- | ---------------- | ---------------- | ---------------- | ---------------- | ---------------- | ---------------- | ---------------- | ---------------- | ---------------- | ---------------- |
| Джерело:                                      |                  |                  |                  |                  |                  |                  |                  |                  |                  |                  |                  |                  |                  |